# Il romanzo di una vita
Il romanzo di una vita (Edison, the Man) è un film statunitense del 1940 diretto da Clarence Brown.
Il film narra un periodo della vita dell'inventore Thomas Alva Edison.
Costituisce la seconda parte di una biografia di Edison dedicata dalla MGM al grande inventore americano e rappresenta il seguito di "Young Tom Edison", film nel quale l'attore Mickey Rooney aveva interpretato la parte dell'inventore nei suoi primi anni. 
Spencer Tracy interpretò la vita di Edison dai venticinque agli ottantadue anni.